# アウグスト・マンス
サー・アウグスト・フリードリヒ・マンス（Sir August Friedrich Manns, 1825年3月12日 - 1907年3月1日）は、ドイツに生まれイングランドで活躍した指揮者。移住先の英語式にはオーガスト・マンズと発音される。

## 概略
マンスはドイツで軍楽隊の指揮者として活動した後イングランドに移り、まもなくロンドンの水晶宮の指揮台に上がった。彼はここの楽団を増員してフルオーケストラとし、40年以上にわたって安価な演奏会を催し続けた。彼は英国の作曲家やそれまでイングランドでは無視されていたドイツの作曲家など、幅広い音楽をロンドンに紹介した。彼が庇護した英国の作曲家にはアーサー・サリヴァン、チャールズ・ヴィリアーズ・スタンフォード、ヒューバート・パリー、ヘイミッシュ・マッカン、エドワード・エルガー、エドワード・ジャーマンらがいる。
マンスは300人以上の作曲家の作品を演奏、水晶宮での在職期間である1855年から1901年にかけて12,000以上の演奏会を開催したものと試算される。1894年に英国国籍を取得した彼は1903年にナイトに叙された。

## 生涯

### 初期キャリア
マンスはプロイセンのシュトルツェンベルク（Stolzenberg、現在はポーランド、グダニスクの一部）に生まれた。彼の父はガラス吹き工で、マンスの回想では「週に1ポンドの稼ぎで10人の子」がいたといい、マンスはその5番目だった。マンス家は音楽一家で、若きアウグストは家庭での私的な合奏を通じてフルートに長じていった。マンスは10歳で兄の1人の跡を継いで一時的に工房へ入るものの、ガラス吹きの仕事を気に入ることはなかった。彼の父はアウグストに学校教員となるべく訓練を受けさせるのがよいかとも少し思案したが、息子の音楽にかける思いが勝っていた。マンスは12歳の時、近隣の村でおじが経営する学校へと送られた。ここではフルートと共にクラリネット、ヴァイオリンの演奏を学んだ。15歳になるとエルビングの音楽家であるウルバン（Urban）の下で3年間の訓練生活を開始し、ここで必要に応じて楽器を変更、切り替えるなどして限られたオーケストラの能力を最大限に引き出す術を学んだ。彼は訓練の3年目にウルバン率いる町の音楽隊の弦楽合奏で第1ヴァイオリンを演奏し、吹奏楽団では首席クラリネット奏者を務めた。そして、彼はウルバンから特別に和声学や作曲の指導を受けられることになった。

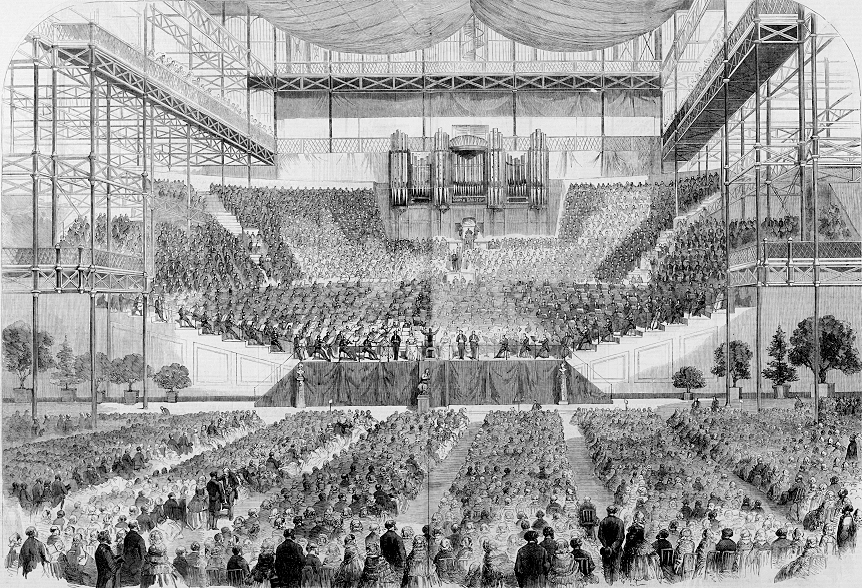
水晶宮のコンサート・ホール、1857年

マンスは兵役を受ける歳に近づいてくると、従軍から逃れるためにダンツィヒに配置されていた歩兵音楽隊にボランティアとして加わり、クラリネットを演奏した。同時期には歌劇場や演奏会、バレエ公演においてヴァイオリン演奏も行った。才能を認められた彼は、1848年にベルリンでヨーゼフ・グングルが組織するオーケストラに入団し、第1ヴァイオリンを任された。その後、彼は1849年以降ベルリンのクロル歌劇場の指揮者並びにヴァイオリン独奏者に任用されたが、歌劇場は1851年に焼失してしまった。数週間後にアルブレヒト・フォン・ローン大佐の招きを受け、大佐の連隊の軍楽隊指揮者となった。ここでマンスは腕の悪い多くの隊員を除隊させ、ベートーヴェンの序曲や交響曲の吹奏楽編曲を含むクラシック音楽作品の新たな編曲を作り上げ、さらに弦楽隊を新設した。1854年に隊員を研磨の足りないボタンを着用したままパレードに出演させたことを下級仕官に叱責され、マンスは職を辞すことになった。
同じ年、当時ロンドン郊外の水晶宮において新たに軍楽隊を結成したばかりだったヘンリー・シャレーン（Henry Schallehn）が、マンスとクラリネット奏者、副指揮者としての契約を結んだ。数ヶ月のうちにシャレーンがマンス作曲の楽曲を自作と偽ったことをきっかけに2人の間には軋轢が生じ、シャレーンは抗議したマンスを解雇してしまった。そのためマンスはイングランドの田舎町でヴァイオリンを教え、エディンバラの歌劇場管弦楽団で演奏するなどしてて生計を立てた。

### 水晶宮時代
1855年、マンスは招かれてアムステルダムで夏季シーズンの演奏会を指揮した。イングランドでは水晶宮の運営を任されたジョージ・グローヴがシャレーンを不適格として解任しており、ロンドンに戻ったマンスは水晶宮での仕事を引き継いだ。ミュージカル・ワールド紙（The Musical World）はこう報じている。 
この変革が楽団に必要な改善をもたらすと我々は信じている。マンス氏は出世のまたとない機会を得た。彼が手にしたのはイギリス随一の楽団を作り上げるに足る人材であり、彼の指揮棒の下で水晶宮オーケストラがそのような名声を獲得するのは我々にとっても喜ばしいことである。（中略）マンス氏の音楽家としての知性を持ってすれば人材の天分を見抜けず、聴衆の要望を酌めないということはない。新たな音楽監督を迎え入れた水晶宮では、瞬く間に音楽が最大の魅力のひとつとなるであろうと間違いなく予言できるのではなかろうか。

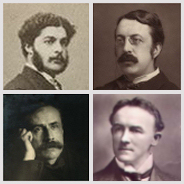
マンスが得意とした4人のイギリスの作曲家。左上から時計回りにサリヴァン、スタンフォード、ジャーマン、エルガー

これ以降のマンスのキャリアは、ほぼ水晶宮と共に築かれていったものばかりとなる。彼が着任した際の水晶宮の常任楽団は吹奏楽団であり、マンスはそのメンバーと特別に雇った弦楽奏者4人からなる約34名の奏者による即席の管弦楽団をこしらえた。グローヴと水晶宮の運営陣の後ろ盾を得た彼は順次楽団員を増員してフルオーケストラとし、この楽団のために水晶宮には新たなコンサートルームが建設された。グローヴとマンスは共同して、水晶宮での演奏会を安価にクラシック音楽に触れることができる主たる催ししたのである。1855年から1901年までの間、10月から4月までのコンサート・シーズンには土曜日の午後に演奏会が開かれていた。
任用から数ヶ月のうちに初のロンドン公演を催したマンスは、そこでシューマンの『交響曲第4番』とシューベルトの『交響曲第8番』（ザ・グレート）を演奏した。彼の演奏会では300人以上の作曲家が取り上げられた。ドイツ＝オーストリア系の作曲家が最も多く（104人）、次いでイギリスの作曲家が大差で2位（82人）となっている。マンスは若きアーサー・サリヴァンの付随音楽『テンペスト』を1862年4月に演奏し、サリヴァンの音楽を初めてイングランドの聴衆に紹介することになった。さらにマンスはその後チャールズ・ヴィリアーズ・スタンフォード、ヒューバート・パリー、ヘイミッシュ・マッカン、エドワード・エルガー、エドワード・ジャーマンらの初期作品の紹介役となった。『テンペスト』の演奏から30年以上経って、サリヴァンは彼にこう書き送っている。「わが古き友よ、私が梯子の一番下の段に昇るためにあなたが差し出してくれた救いの手に対し、私がどれほどの恩義を感じきれずにいることか。私はいかなるときも感謝と親愛の情をもってあなたのことを想わなければなりません。」ブラームス（1863年）、ラフ（1870年）、ドヴォルザーク（1879年）といった同時代の大陸の作曲家たちも、マンスの水晶宮での演奏会を通じてはじめてイングランド国内で知られるようになっていった。
1888年にマンスの指揮により水晶宮で録音されたヘンデルのオラトリオ『エジプトのイスラエル人』は、クラシック音楽の歴史の中でも現存する最古の録音のひとつである。

### 他の指揮活動

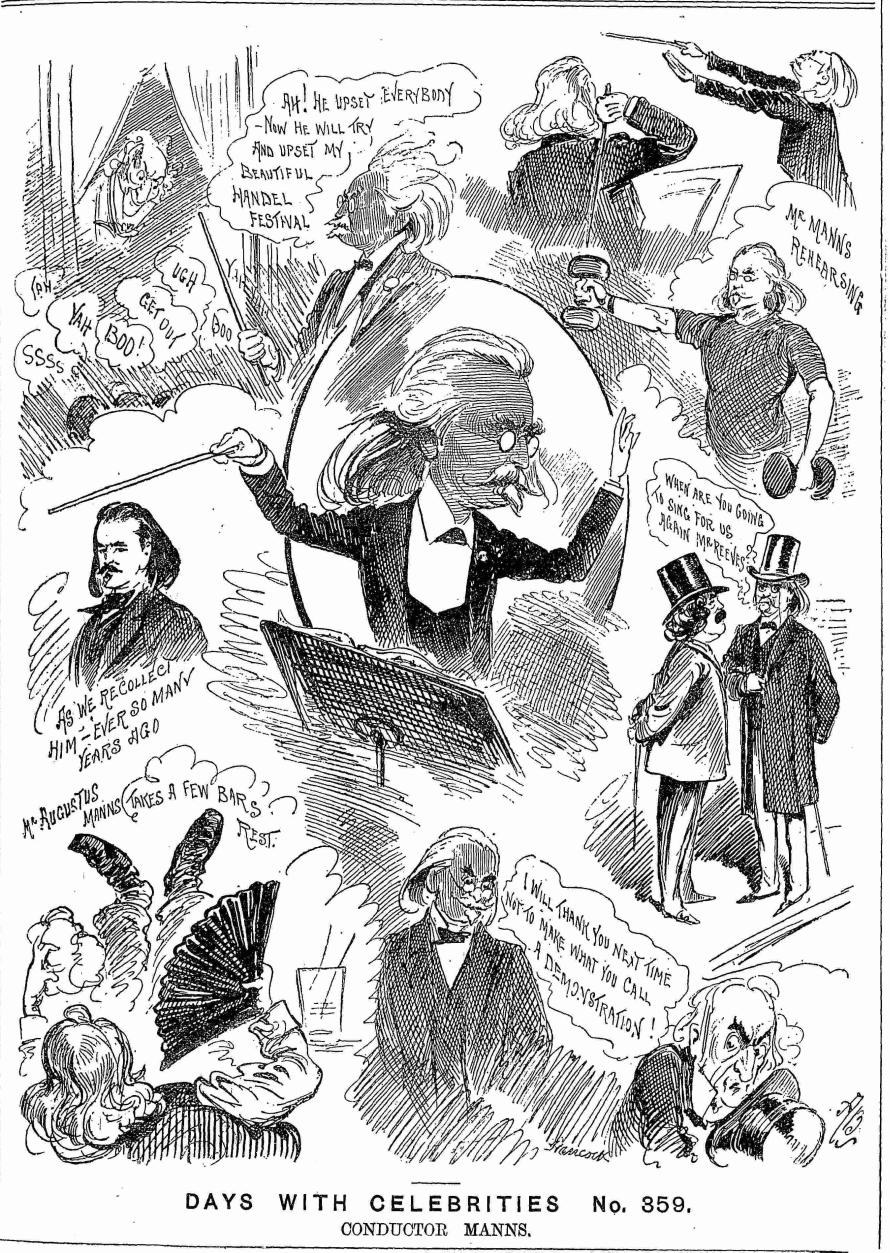
1888年に描かれたマンスのカリカチュア

マンスは1901年に引退するまで音楽監督の職を務める傍ら、外部での活動も引き受けるようになった。1883年からは水晶宮での3年ごとのヘンデル音楽祭でもタクトを振った。1883年の音楽祭は創始者の指揮者マイケル・コスタが不調だということで、数時間前に告げられて引き受けた仕事だった。マンスは当初合唱指揮者としては管弦楽指揮者として収めた程の成功はできないと考えられていた。というのも、彼の指揮姿は風変わりで慣れない者ではついていけなかったからである。にもかかわらず、彼は以降1900年までこの音楽祭に毎回招待されることになった。彼はグラスゴーの合唱組合の管弦楽演奏会でも13シーズン連続で指揮を行った。1859年にはドルリー・レーンのシアター・ロイヤル（Theatre Royal）で行われたプロムナード・コンサートの指揮台に上がり、1896年から1899年にはシェフィールドの、1896年にはカーディフの音楽祭でも指揮している。
1890年以降、水晶宮での演奏会は次第に重要性を失っていった。ロンドンではどこに行ってもオーケストラの演奏が聴けるようになっており、水晶宮の古くからの人気は風前の灯だった。マンスは1900年から1901年のシーズンまで指揮を続け、4月24日に活動に終止符を打った。「ミュージカル・タイムズ」紙の試算では、彼が42年の在任中に開催したオーケストラ・コンサートは12,000回にのぼるとみられている。

### 私生活
マンスは3回の結婚を経験している。最初の妻とは1850年もしくは1851年に死別した。2番目の妻、サラ・アン（Sarah Ann、旧姓ウィリアムズ Williams）との間には娘を1人授かったが、1893年に先立たれた。1897年1月7日に結婚した、3番目の妻であるキャサリン・エミリー・ウィルヘルミナ（Katharine Emily Wilhelmina、旧姓テルソン Thellusson、1865/6-）を残して彼はこの世を去った。
マンスは1894年5月にイギリス国籍を取得した。1903年にはナイトに叙され、82歳の誕生日を迎えた直後、ロンドンのウェスト・ノーウッドで没した。彼はウェスト・ノーウッド墓地で眠っている。